# جیمز والو
جیمز والو یا جیمز وَلو یک ساعت‌ساز قرن هیجدهمی است. او بیشتر به خاطر طراحی ماشین تیر کوبی در سال ۱۷۳۷ که با اسب کشیده می‌شد و در ساخت پل وست‌مینستر مورد استفاده قرار گرفت شناخته شده‌است. در سال ۱۷۳۸ انجمن سلطنتی لندن به خاطر اختراع دستگاهی که تیرها را برای پایه پلی که در وست‌مینستر در حال ساخت بود حمل می‌کرد و عملاً کار آن به جامعه نشان داده شده بود، مدال کاپلی داد. موزه علوم لندن مدلی از ماشین تیرکوب والو را که توسط استفن دمینبره ساخته شده‌است نگهداری می‌کند.